# Лаху (языки)
Лаху (самоназвание — Lâhū-khɔ̂, Ladhuf-khawd) — название двух родственных языков, на которых говорит народ лаху — лаху-на (чёрно-лахуский) и лаху-си (жёлто-лахуский), относящихся к центральной группе лоло-бирманских языков.
Распространены в провинции Юньнань (Китай), восточной Мьянме, северных районах Таиланда, Лаоса и Вьетнама.
Общая численность говорящих около 640 тыс. человек.
Существует три варианта алфавита на латинской основе для лаху-на и один — для лаху-си.
Первый алфавит для лаху (на латинской основе) был разработан протестантскими миссионерами в 1920-е годы. Он до сих пор используется в Мьянме и Таиланде. В то же время был создан другой вариант алфавита, используемый лаху-католиками. В 1957 году в Китае был разработан алфавит на смешанной основе, а чуть позже утверждён латинизированный алфавит, используемый с небольшими изменениями и поныне. Он содержит 26 стандартных латинских букв.
Пример текста на «протестантском» алфавите для языка лаху (отрывок из Евангелия от Матфея):
Aˍbraˍhanˍ ve awˬ yaˇ lehˬ Iˉ caˆ yoˬ. Iˉcaˆ ve awˬ yaˇ lehˬ, Yaˍkoˆ yoˬ. Yaˍkoˆ ve awˬ yaˇ lehˬ, Yuˇda˰ leh yawˇ ve awˬ viˉ awˬ nyi teˇ hpaˍ yoˬ. Yuˇda˰ ve awˬ yaˇlehˬ, awˬ miˇ ma Taˍmaˍ lo paw la ve Hpaˍrehˆ leh Seˍraˆ yoˬ. Hpaˍrehˆ ve awˬ yaˇ lehˬ Heˍsaˍronˍ yoˬ. Heˍsaˍronˍ ve awˬ yaˇ lehˬ Aˍranˍ yoˬ. Aˍranˍ ve awˬ yaˇ lehˬ Aˍmiˆnaˍdaˆ yoˬ. Aˍmiˆnaˍdaˆ ve awˬ yaˇ lehˬ, Naˍsonˍ yoˬ. Naˍson ve awˬ yaˇ lehˬ, Saˍlaˍmonˍ yoˬ. Saˍlaˍmonˍ ve awˬ yaˇ lehˬ, awˬ miˇ ma Raˍhkaˆ lo paw la ve Bawˇzaˆ yoˬ. Bowˇzaˆ ve awˬ yaˇ lehˬ, awˬ miˇ ma Ruˉhtaˆ lo paw la ve Awˇbehˆ yoˬ. Awˇbehˆ ve awˬ yaˇ lehˬ hkunˉhawˉhkanˇ Daˍviˆ yoˬ.